# Francesco Maffei
Francesco Maffei (Vicenza, 1605 - Pádua, 2 de julho de 1660) foi um pintor italiano do período barroco.
Suas pinturas eram influenciadas pelas obras de Jacopo Robusti, conhecido comoTintoretto, e Jacopo Bassano. Ele ganhou notoriedade por representações de cenas bíblicas e mitológicas, assim como o retrato de figuras ilustres da sociedade italiana.